# Karl Friedrich Bachmann
Karl Friedrich Bachmann, född 24 juni 1785 i Altenburg, död 18 september 1855 i Bad Kreuznach, var en tysk filosof och mineralog. Han var professor i statsvetenskap och moralfilosofi vid Jenas universitet. 

## Biografi
Karl Friedrich Bachmann föddes i Altenburg år 1785. Vid Jenas universitet studerade han filosofi under Hegel och Krause. Han avlade doktorsexamen 1806 och utnämndes 1812 extraordinarie professor vid Jenas universitet; året därpå blev han ordinarie professor. Bachmann grundade 1824 den mineralogiska tidskriften Hermes.
Bachmann var initialt en av Hegels efterföljare, men han blev med tiden en av hans kritiker.
En av Bachmanns doktorander var Karl Marx, som år 1841 disputerade på avhandlingen Differenz der demokritischen und epikureischen Naturphilosophie.